# 興元府
興元府（こうげんふ）は、中国にかつて存在した府。唐代から元初にかけて、現在の陝西省漢中市一帯に設置された。

## 概要
784年（興元元年）、唐により梁州が興元府に昇格した。興元府は山南西道に属し、南鄭・褒城・城固・西・金牛・三泉の6県を管轄した。
北宋のとき、興元府は利州路に属し、南鄭・城固・褒城・西の4県を管轄した。1134年（紹興4年）、南宋により廉水県が加増された。
元のとき、興元府は興元路総管府と改められた。興元路は陝西等処行中書省に属し、南鄭・城固・褒城・西郷の4県と鳳州・洋州・金州の3州を管轄した。
1370年（洪武3年）、明により興元路が漢中府と改められた。